# Cher amour (roman)
Pour l’article homonyme, voir Cher amour.
Cher amour est le dernier roman de Bernard Giraudeau, paru en 2009.

## Résumé
Le roman est constitué de lettres autobiographiques destinées à une mystérieuse Madame T., son "cher amour". Bernard Giraudeau y raconte ses voyages, son amour pour cette femme qu'il ne parvient jamais à voir et à laquelle il ne cesse de penser et son métier d'acteur. Il évoque aussi ses problèmes de santé, sa jeunesse de mousse sur le Jeanne d'arc et ses débuts au théâtre.

## Récompenses
Il reçoit le 4 novembre 2009 le prix Pierre Mac Orlan. En raison de santé, il ne peut accéder à la cérémonie.